# Prignano Cilento
Prignano Cilento es una localidad y comune italiana de la provincia de Salerno, región de Campania, con 971 habitantes.

## Evolución demográfica
| Gráfica de evolución demográfica de Prignano Cilento entre 1861 y 2001 |
|                                                                        |
| Fuente ISTAT - elaboración gráfica de Wikipedia                        |